# Wise Guys
Wise Guys és una pel·lícula estatunidenca de comèdia negra del 1986 dirigida per Brian De Palma i protagonitzada per Danny DeVito i Joe Piscopo. Una comèdia que gira al voltant de dos petits gàngsters de Newark, Nova Jersey, i on també actuen Harvey Keitel, Ray Sharkey, Lou Albano, Dan Hedaya, i Frank Vincent.

## Argument
Harry Valentini i Moe Dickstein són dos amics que treballen per a la Màfia. Després d'haver intentat fer-se passar pel seu cap, Anthony Castelo, aquest ordena a l'un matar l'altre, i viceversa.

## Repartiment
- Danny DeVito: Harry Valentini
- Joe Piscopo: Moe Dickstein
- Harvey Keitel: Bobby Dilea
- Dan Hedaya: Anthony Castelo
- Lou Albano: Frank
- Julie Bovasso: Lil Dickstein
- Patti LuPone: Wanda Valentini
- Frank Vincent: Louie Fontucci
- Maria Pitillo: una massatgista
- Catherine Scorsese: una convidada a l'aniversari
- Charles Scorsese: un convidat a l'aniversari

## Rebuda
La pel·lícula va rebre revisions mixtes, tirant a negatives dels crítics. Una ressenya positiva va venir de The New York Times, amb Walter Goodman definint-la de divertida i fresca abans de concloure que "tothom treballa." Roger Ebert era igualment entusiasta, escrivint que Wise Guys és una pel·lícula abundant, plena d'idees i gags i grans personatges."
Al maig de 2016, la pel·lícula té un index del 31% a Rotten Tomatoes.